# 飛鳥 (旅客船)
飛鳥（あすか）は、日本郵船の子会社の郵船クルーズが所有・運航していた外航クルーズ客船である。2006年にドイツのフェニックス・ライゼンに売却されバハマ船籍となり、アマデア（AMADEA）と改名して、バルト海を中心に就航している。

## 概要

### 飛鳥
三菱重工業長崎造船所で建造され1991年10月28日に竣工した。1991年11月から訓練を兼ねたチャータークルーズを行った後、12月24日から1月4日までの横浜港から香港・台湾へのデビュークルーズを実施。2006年3月に「飛鳥II」が就航するまでは、日本船籍で最大の客船であった。当初は日本郵船が所有し、郵船クルーズが運航する形を取っていたが、2000年3月に所有権も郵船クルーズに移った。 
1987年1月に日本郵船がクルーズ客船事業への参入を公表、その後1989年10月6日に日本市場向けのクルーズ船計画が公表され、検討時には「松竹梅」に分けたコードネームで検討し本船は「竹」と位置付けられていた。
日本人乗客を主対象とした日本最大・最高級のクルーズ客船として「氷川丸」以来断絶していた客船の伝統を復活すべくファイブスター級の豪華船を目指し、また「コーラル・プリンセス（de）」を用いて日本市場でチャータークルーズを展開していたジョン・スワイヤー&サンズと提携しスワイヤーの新造船構想や顧客を引き継ぐ形で団体研修用の設備を備えつつ個人客のニーズに沿った設備を備えた建造計画を検討し日本を拠点にアジア・北米・オセアニア方面への航行を想定したものとした。1990年1月にはホテルオークラと船内設備運営に関する提携を結び、技術援助を受けてクルーズ運営体制を構築した。
船名は1990年2月から一般公募を行い、4月16日に「飛鳥」に決定。「飛鳥」の案には70名の応募が有り、得票順位は5位でこの他「平成」に1位の得票数が寄せられたほか、「サザンクロス」「ジパング」「卑弥呼」「プリンセスキコ」といった案も寄せられていた。
「飛鳥」の名称は「新洋上文化」の基本コンセプトに合わせ「大陸文化を取り入れた国際的な文化」「力強く気品ある日本独自の文化」「人と人・人と自然の交わりが表現されている」といった理由から選ばれ、日本文化の黎明期である飛鳥時代に因み新しい洋上文化の創造を目指す意味が込められた。
外観は日本郵船系の客船「クリスタル・ハーモニー」との同一性を出しつつ、背高感を引き締めるべく日本の伝統色である濃縹色（ジャパンブルー）と日本船の伝統を引き継ぐイメージを持つ金色のラインが胴体に引かれ、前方マストをクリスタルハーモニーよりも倒した角度とし船尾部は戦前の客船のゆったりした感覚をイメージし広く取られた。1992年にはグッドデザイン賞を受賞。
当初は苦戦を強いられ1993年のオーストラリア方面への長期クルーズでは全行程の参加者が13名に留まるなど過剰設備が指摘されていたものの1994年には同コースが満員となり、1996年3月から6月までの初の世界一周クルーズを企画すると、1,000名以上から予約が寄せられ翌年の第2回世界一周が決定するなど人気を高めていった。
2000年代以降は特に夏期のハイシーズンにおいて満船が続く状態となり、キャパシティの増大が求められる状況となった。第二船の投入や大型化した新造船の建造等が検討されたが、同じく日本郵船グループのクリスタル・クルーズ社が運航する「クリスタル・ハーモニー」を日本向けに改造し、飛鳥IIとして代替投入、本船は売船されることとなった。
その後、2006年に最終航海となるアジアグランドクルーズを行い、2月11日の横浜港帰港をもって運航を終了した。

### アマデア
2006年2月20日にドイツの船会社、フェニックス・ライゼンに売却され、バハマ船籍のクルーズ客船となった。
2006年2月11日に三菱重工業横浜製作所に入渠して改装工事を行い、3月11日に横浜港に入港、大さん橋に接岸した。
3月12日に命名式・見学会が開催され、アマデア（AMADEA）と命名、船内が公開された。3月12日昼と翌3月13日夜には、大さん橋の左右に旧「飛鳥」（＝「アマデア」）と「飛鳥II」が並ぶ光景が見られた。同夜、「アマデア」は欧州に向けてのデビュークルーズに出航した。 
2007年3月には世界一周クルーズの中途で横浜港、大阪港、広島港、那覇港にそれぞれ寄港、初の日本への里帰りを実現。特に3月6日、横浜・山下の大桟橋ではやはり世界一周の途中に寄港したクイーン・エリザベス2と並んで停泊した。
2023年3月1日には、新型コロナウイルス後最初の日本への海外客船寄港として清水港に寄港した。翌3月2日には、東京国際クルーズターミナル（東京港）に入港する初の外国クルーズ客船となった。

## 船内
太平洋戦争勃発の年に建造された橿原丸級貨客船を意識して建造された。9デッキのライブラリーには橿原丸の絵画（完全予想図）が展示されていた。
2隻の橿原丸級貨客船は商船改造空母である飛鷹型航空母艦「飛鷹」（＝出雲丸）・「隼鷹」（＝橿原丸）へと改装され、貨客船として運用されることのないまま飛鷹は戦没、隼鷹は終戦まで生き延びるも、終戦後に解体され客船に戻ることは叶わなかった。4デッキから10デッキにかけ中央前側に客室、5デッキより上方の船尾に公室を配した公室垂直配置方式を採用。
アマデアへの改装の際に船内は客室の増設やレストランの拡張などが行われたが、船首にあった「飛鳥」の船名表記が6デッキにオブジェとして飾られているほか、田村能里子による壁画「季の奏（きのしらべ）」や、和室「游仙」が「飛鳥」と改称してそのまま残されるなど、痕跡が随所に残されている。

### 客室
全部屋をアウトサイドに設け、デラックスルーム以上はベランダ付きとなっている。
- ロイヤルスウィート（2室）
- スウィート（12室）
- セミスイート（22室、車椅子対応2室）
- デラックスルーム（64室）
- ステートルーム（190室）

### 設備
11デッキ「スカイ・デッキ」
- 人工芝オープンデッキ

10デッキ「パノラマ・デッキ」
- ビスタラウンジ（110席）[5]
- パティオ（人工芝）
- 大浴場「グランド・スパ」[5]
- レストコーナー
- 美容室
- マッサージ
- フィットネスセンター
- ビスタラウンジ
- セミスイート（24室）[24]

9デッキ「アスカ・デッキ」
- 和室「游仙」
- コンファレンスルーム（2室）[24]
- 飛鳥ラウンジ・ライブラリー - 戦前の客船の一等ラウンジをイメージした[5]。
- ロイヤルスイート（2室）[24]
- スイート（12室）[24]
- デラックスルーム（16室）[24]

8デッキ「リド・デッキ」
- リドカフェ（90席） - ビュッフェスタイルによる供食を行った[5]。
- 寿司「海彦」（21席）[5]
- ジャグジー付プール
- 会議室「コンパス・ルーム」（20席）[5]
- デラックスルーム（48室）[24]

7デッキ「プロムナード・デッキ」
- カードルーム（4卓）[5]
- バー「マリナーズ・クラブ」（30席） - 英国風のパブの雰囲気とした[5]。
- フォトショップ
- ステートルーム（56室）[24]

6デッキ「プラザ・デッキ」
- グランドホール（2層吹抜・360席）[5]
- ピアノラウンジ
- カジノゲーム「ラスベガスコーナー」
- テレフォンブース
- ショッピングエリア「飛鳥コレクション」
- シアター（90席）[5]
- ステートルーム（46室）[24]
- 診療室

5デッキ「メイン・デッキ」
- レセプション
- レセプションホール（5層吹抜） - 田村能里子の大壁画「季の奏」を設置[5]。
- メインレストラン「フォーシーズン・ダイニングルーム」（316席）[5]
- ステートルーム（42室）[24]

4デッキ
- ステートルーム（46室）[24]

## スケジュール

### 運航パターン

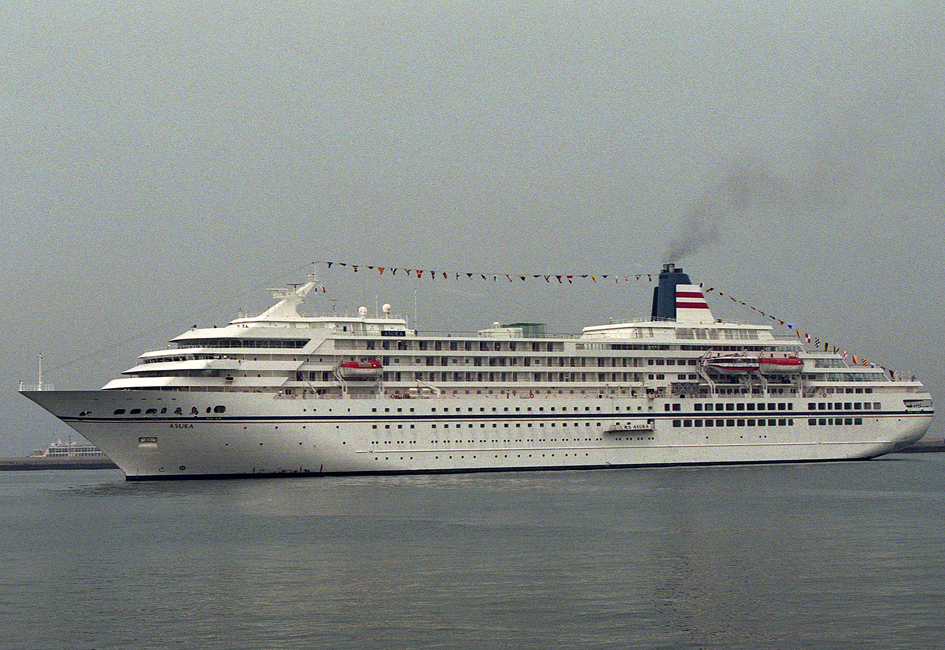
飛鳥 - 高松港

※以下は就航末期の標準的な運航パターンであり、実際には毎年少しずつ異なる／スケジュールが前後する。 
- 4月初旬 - 7月中旬 
  - 世界一周クルーズ（約100日間）
- 7月中旬 - 8月下旬 
  - いわゆる「夏休みクルーズ」。
東北三大祭や阿波踊り、各地の花火大会などを巡る、中・短期のクルーズ。 
世間一般のイメージ（＝高齢者が多い）とは異なり、この時期は家族連れの乗船が多く、ベビーシッターが乗船し、臨時のプレールームも設けられる。
- 8月下旬 - 9月下旬 
  - チャータークルーズなど。
- 9月下旬 - 10月中旬 
  - 秋の日本一周クルーズ、中国・四国、九州方面。
- 10月中旬 - 11月下旬 
  - チャータークルーズなど。
- 11月下旬 - 12月上旬 
  - 南西諸島や台湾を巡る、中期クルーズ。
- 12月上旬 - 下旬 
  - いわゆる「クリスマスクルーズ」として、ワンナイトないしは2泊のクルーズ。
- 12月下旬 - 1月上旬 
  - 「年末・年始クルーズ」は正月を挟み、グアムやサイパン、小笠原諸島などを訪れる。
  - 「初詣クルーズ」と称して有名神社・仏閣を訪れるクルーズ
- 1月上旬 - 下旬 
  - 一番の閑散期であるこの時期に、年一回のドックを実施。
- 1月下旬 - 3月初旬 
  - 東南アジアないしはオセアニア方面への長期クルーズ。
- 3月 
  - 春の日本一周クルーズなど、もっぱら日本近海のクルーズ。

### 世界一周クルーズ
1996年より、約100日をかけての世界一周クルーズを催行、飛鳥の代名詞となる。2005年まで、計10回の世界一周クルーズを実施した。ただし、2004年に実施の「南極・南米クルーズ」は、厳密には世界一周はしておらず、このため郵船クルーズでは2005年の世界一周クルーズでは「10回目の『ワールドクルーズ』」という表記を使用している。 料金は1人当り約360万円からロイヤルスイートの約1800万円までで、早期申込み割引も存在した。100日間にわたる旅行であることから、乗客層に現役世代は少なくリタイア世代が多数を占める傾向にあった。

### チャータークルーズ
例年、8月下旬、9月下旬、10月中旬から11月下旬などの期間は、旅行会社、一般企業、地方公共団体などが主催するチャータークルーズで運航された。

## サービス

### 飛鳥
モノクラスの客船で、客室が異なる以外は全ての乗客に食事内容なども含めて同等のサービスを提供していた。ただし、上級客室の乗客向けには、専用ラウンジなどは設置されていなかったが、「ソーシャル・オフィサー」がコンシェルジュ的役目を果たしたり、ショーやイベントの際に優先席を設けるなど、一定の便宜が図られていた。 
夕食はメインダイニングの席数が旅客定員の半数強にとどまるため、二回制となっていた。乗客数がダイニングの席数を下回る場合は一回制とされた。朝食および昼食はダイニングで和食が、リドカフェでビュッフェ形式の洋食が提供されていた。また、三食以外にも、夕刻にはビスタラウンジで軽食が、23時からは夜食が提供されていた。船内で提供される飲食物は基本的には無料であるが、寿司「海彦」とルームサービス、お酒と炭酸飲料は別料金となっていた。 
船内で上演されるショーや映画の観覧も無料である。 ショーは食事の時間に合わせ、二回制で開催された。ラスベガス風のショーや、専属マジシャンによるマジックショーが中心であるが、クルーズによっては外部より芸能人、演奏家や落語家を招いてのイベントも開催された。

## 船長

### 歴代船長
- 初代 - 稲垣孟（いながき たけし）
- 2代目 - 石河溥史（いしかわ ひろし）
- 3代目 - 山田登（やまだ のぼる）
- 4代目 - 野崎利夫（のざき としお）
- 5代目 - 幡野保裕（はたの やすひろ）、後に郵船クルーズ本社専務取締役
- 6代目 - 小田武（おだ たけし）、飛鳥II 初代船長[25]
- 7代目 - 末永守（すえなが まもる）、飛鳥II 2代目船長[25]

実際には2名が3～4ヶ月毎に交代で乗船する形を取っており、2005年であれば小田船長と末永船長が交互に乗船していた。

### 名誉船長
2000年7月より複数回、「若大将クルーズ」と銘打ったテーマクルーズを催行、ゲストの加山雄三が名誉船長を務めた。クルーズでは、乗船時に加山雄三自らが舷側で乗客を迎えた。